# Kopalnia Węgla Kamiennego Mysłowice
Mysłowice – kopalnia węgla kamiennego w Mysłowicach w województwie śląskim. Kopalnia należała do Katowickiego Holdingu Węglowego S.A. i zatrudniała około 2500 pracowników. Od 1 stycznia 2007 kopalnia „Mysłowice” została połączona z KWK „Wesoła” i otrzymała nazwę KWK Mysłowice-Wesoła. Ostatnią tonę węgla wydobyto 7 listopada 2008 roku. Kopalnia posiadała 8 szybów (część z nich używa obecnie KWK Wesoła): Łokietek (nieczynny), Sas (zlikwidowany), Jagiełło (zlikwidowany), Bończyk (zlikwidowany), Zachodni (zlikwidowany), Południowy (zlikwidowany), Wschodni I (czynny), Wschodni II (czynny).

## Historia

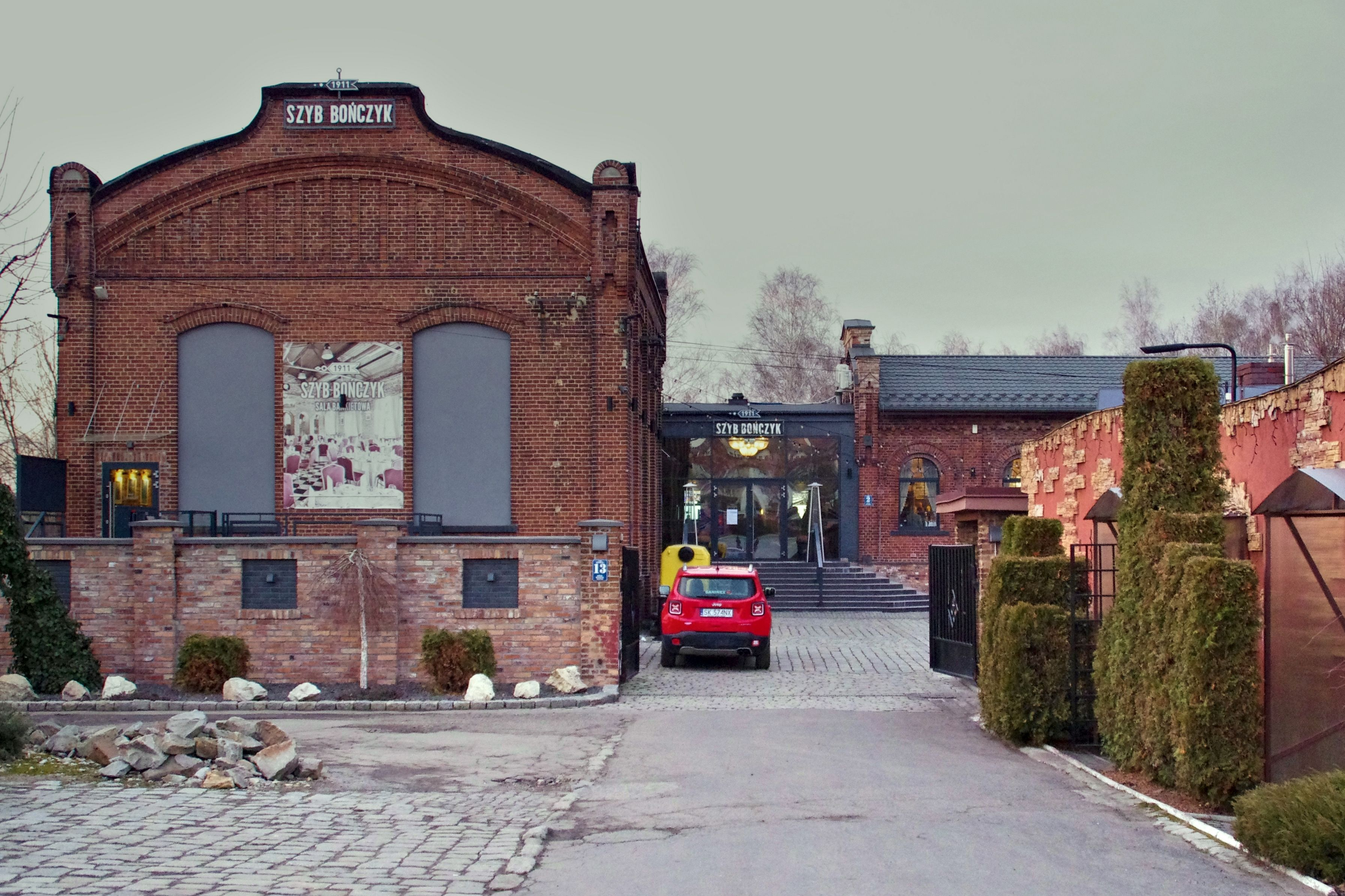
Zabudowania szybu Bończyk (2019)

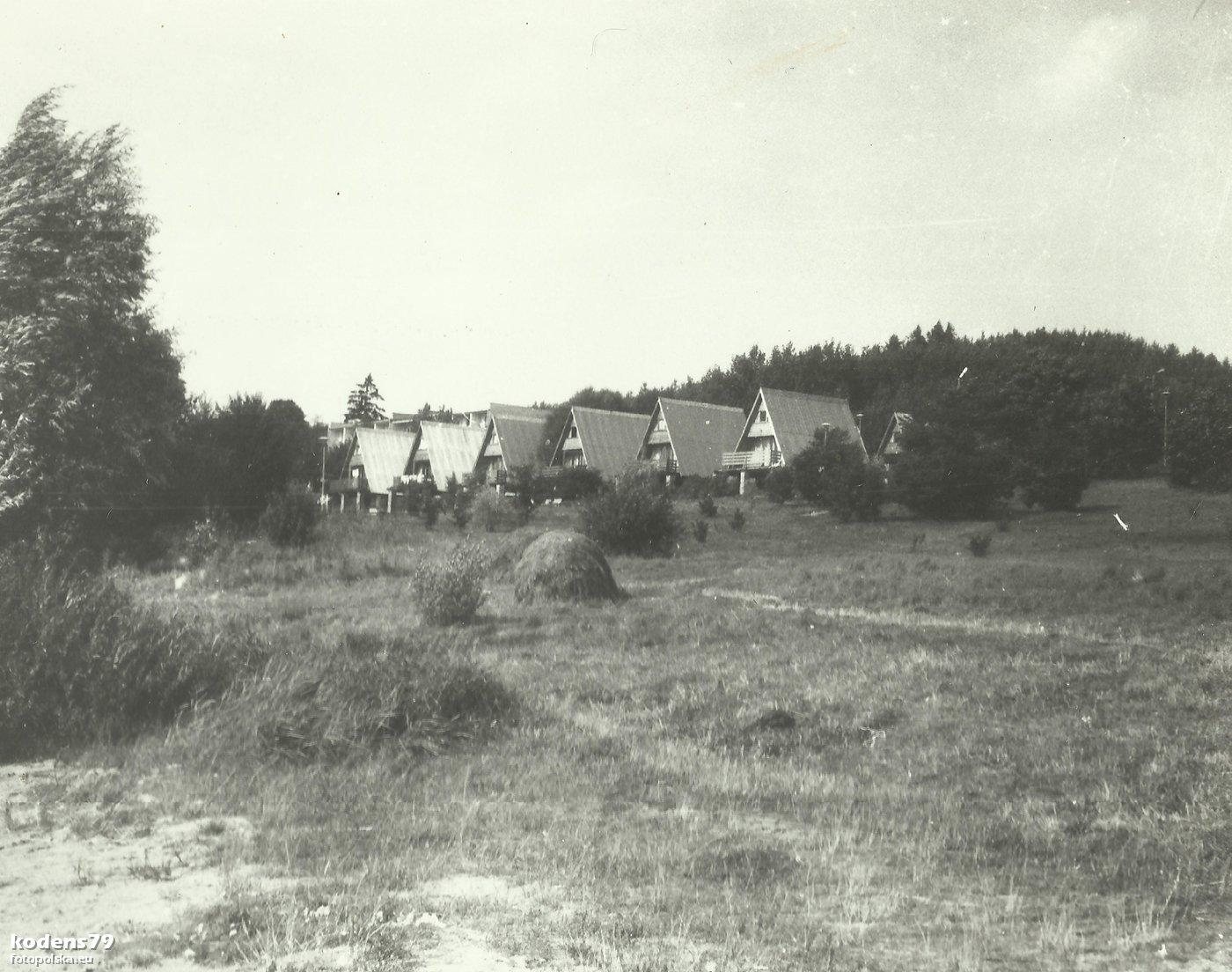
Ośrodek wypoczynkowy KWK Mysłowice w Bachotku na pojezierzu brodnickim

- 18 maja 1837 – data powstania dzisiejszej kopalni „Mysłowice”. To dzień nadania pola górniczego „Danzig” położonego na obszarze górniczym obecnej kopalni. Pierwszymi właścicielami kopalni byli: Aleksander Mieroszewski, burmistrz Mysłowic Fryderyk Gawron, kupiec Loebel Danzinger, Antoni Kołodziejski z Szopienic i Franz von Winckler.
- 1866 – 1 lipca kopalnia „Danzig” została połączona z polem górniczym „Neu Danzig” pod nową nazwą „Myslowitz”[3].
- 1885 – do kopalni przyłączono pole „Pogrell” (nadanie z 27 października 1856/15 stycznia 1857, powiększone 18 lutego 1867); ponadto eksploatowano ją razem z kopalniami i polami górniczymi: „Gute Amalie", „Sonnenstrahl”, „Feldmarschall”, „Feldseegen” (nadania z 22 czerwca/9 lipca 1840), zaś od początku XX w. także z kopalnią „Benedikt” w Słupnej (nadania z 29 maja/6 czerwca 1839)[3]. Początkowo kopalnia należała do Gwarectwa Myslowitz, a następnie do Katowickiej Spółki Akcyjnej dla Górnictwa i Hutnictwa.
- 1901 – Myslowitzgrube była pierwszym zakładem górniczym na świecie, gdzie na skalę przemysłową wykorzystano podsadzkę hydrauliczną do wypełniania pustek po eksploatacji węgla.
- 1909 – powstał jeden z najstarszych sportowych klubów górniczych (Górnik 09 Mysłowice) na Śląsku, początkowo skupiał tylko górników kopalni Mysłowice i ich rodziny. Aktualnie Górnik 09 Mysłowice jedynie dzierżawi teren i obiekty klubowe od Katowickiego Holdingu Węglowego SA
- 15 sierpnia 1919 – żołnierze Grenzschutz Ost otworzyli ogień do oczekujących na wypłaty górników kopalni "Mysłowice" i ich rodzin. Zginęło wtedy 7 osób, a kilkadziesiąt zostało rannych[4]. To zdarzenie przyczyniło się do wybuchu I powstania śląskiego.
- 1937 – roku należała do Wspólnoty Interesów Górniczo-Hutniczych.
- 1940 – kopalnia została przejęta przez Koncern Hermann Göring.
- 1945 – kopalnię przejęło Katowickie Zjednoczenie Przemysłu Węglowego.
- 1987 – w kopalni miał miejsce wybuch pyłu węglowego, w wyniku którego zginęło 18 górników.
- 1993 – włączono kopalnię „Mysłowice” do Katowickiego Holdingu Węglowego SA
- 9 stycznia 2004 – Lech Wałęsa w kopalni „Mysłowice” odebrał z rąk wiceministra gospodarki Jacka Piechoty nominację na „Honorowego Generała Górniczego” wręczoną przez prezesa Katowickiego Holdingu Węglowego Stanisława Gajosa.
- 1 stycznia 2007 – kopalnię połączono z KWK „Wesoła” pod wspólną nazwą KWK „Mysłowice-Wesoła”.
- 1 czerwca 2015 – Kopalnia Węgla Kamiennego „Mysłowice-Wesoła” została podzielona, a ruch „Mysłowice” został przekazany do Spółki Restrukturyzacji Kopalń. Stopniowa rozbiórka pokopalnianych budynków
- 9 lutego 2018 – rozpoczęła się likwidacja szybu Łokietek i związanej z nim wieży[5]
- 22 sierpnia 2019 – obalenie wieży szybowej Sas[6]
- 15 maja 2020 - zawalenie się fragmentu budynku sortowni[7]

## Likwidacja

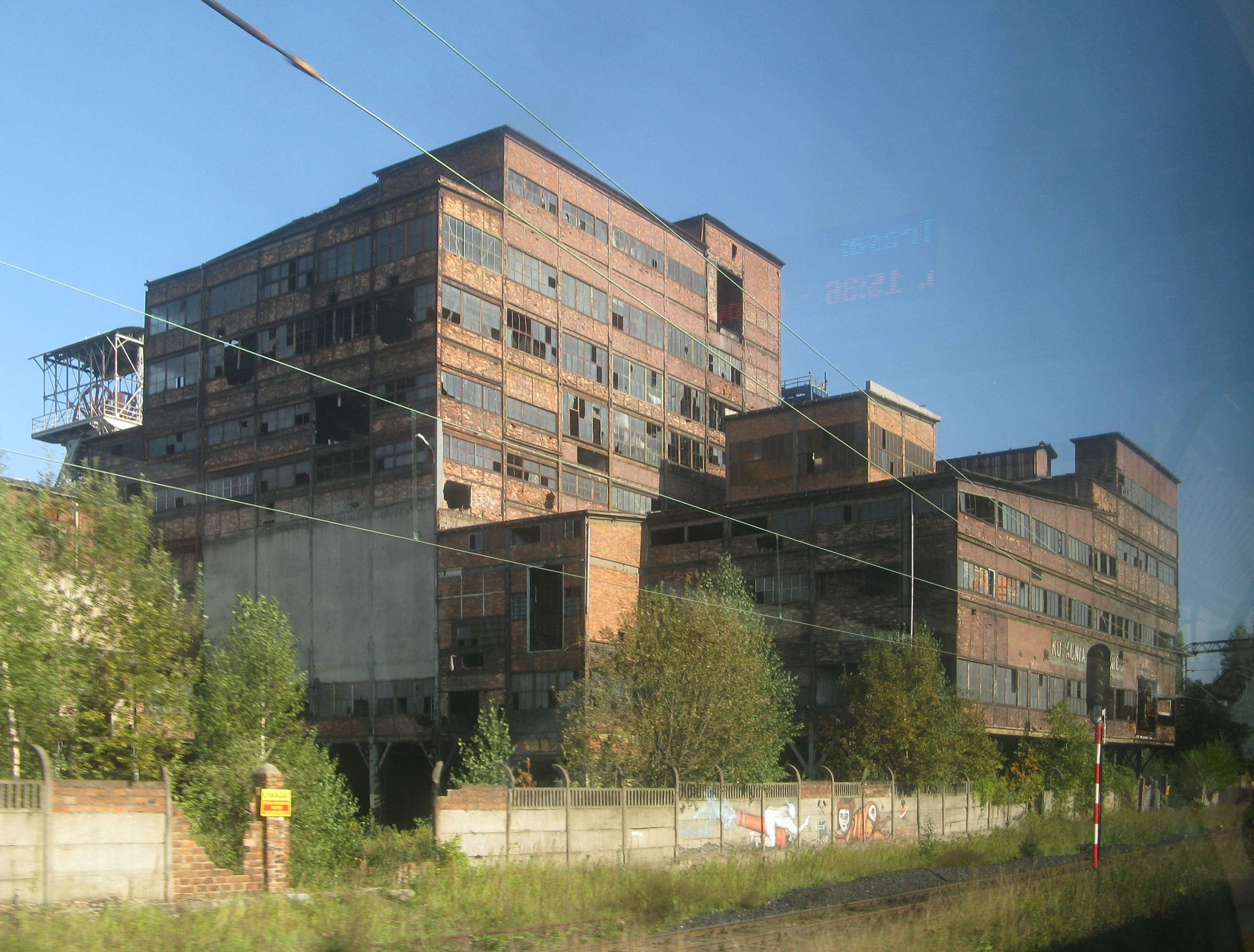
Stara sortownia (wyburzona), w głębi po lewej wieża szybu Łokietek (2018)

Likwidacja kopalni rozpoczęła się 1 stycznia 2007 roku, kiedy połączono ją z KWK Wesoła. Od wtedy kopalnia działa jako KWK Mysłowice-Wesoła Ruch Mysłowice. Po połączeniu kopalń ruch Mysłowice działał jeszcze niecałe dwa lata, do 7 listopada 2008 roku, kiedy to wydobyto ostatnią tonę węgla. Wówczas zaczęła się faktyczna likwidacja KWK Mysłowice: wyłączono wtedy z użytkowania m.in. sortownię oraz bocznicę kolejową. Mimo to kopalnia nadal była ruchem I KWK Mysłowice-Wesoła. W czerwcu 2015 roku kopalnię przekazano do Spółki Restrukturyzacji Kopalń, która powoli likwiduje pogórnicze obiekty. Obecnie na terenie kopalni działa tylko ciepłownia. W 2018 roku Spółka Restrukturyzacji Kopalń wyburzyła m.in.: cechownię, basen z lampownią, łaźnię, punkt drobnicowej sprzedaży węgla, magazyn główny oraz odzieżowy. Z zabudowy rejonu głównego pozostała ciepłownia i wieża szybu Łokietek.